# 豊田村 (山形県最上郡)
豊田村（とよだむら）は山形県最上郡にあった村。現在の鮭川村北西部、鮭川右岸にあたる。

## 地理
- 山：堂ヶ峰山、大芦沢山
- 河川：鮭川

## 歴史
- 1892年（明治25年）7月8日 - 豊里村の一部（大字庭月・曲川）が分立して発足。
- 1954年（昭和29年）12月1日 - 鮭川村・豊田村と合併し、改めて鮭川村が発足。同日豊田村廃止。